# Торуп, Йорген
Йорген Торуп (дат. Jørgen Thorup, 2 октября 1960) — датский музыкант, исполнитель и автор песен, наиболее известный в качестве клавишника и бэк-вокалиста датской группы «Shu-bi-dua» в 1987—2001 годах.

## Биография
Родился в пригороде Копенгагена, где учился играть на фортепиано и скрипке с пяти лет.
Перед тем как стать участником группы Shu-bi-dua, Йорген был в составе ряда малоизвестный ансамблей.
Принял участие в записи нескольких альбомов широко известного на тот период датского дуэта «Laban» (дат. Laban (gruppe)) и познакомился с Микелем Хардингером (дат. Michael Hardinger), который в то время был гитаристом Shu-bi-dua.
Официально являясь членом группы Shu-bi-dua с 1987 года, Йорген сыграл роль Патрика в фильме «Den røde tråd». Однако фильм, хотя и был спродюсирован и поставлен самой группой, особенного успеха не имел.
Кроме того, Торуп участвовал в трёх конкурсах датского отборочного тура на Евровидение, «Dansk Melodi Grand Prix»:
- в 1983 г. в составе группы «Roberto» с песней «Aldrig igen»,
- в 1986 г. в составе «Lørdagskyllingerne» с «Syng en sang»,
- в 2004 г. с «Søde gys», написанной Би-Джо Ёхансеном (B-Joe Johansen).

Покинув Shu-bi-dua в 2001 г. из-за разногласий с солистом Микелем Бундесеном (Michael Bundesen), Йорген принял участие в туре датской хеви — метал группы Pretty Maids, после чего начал карьеру в качестве сольного исполнителя; он также стал сотрудничать с рядом датских музыкантов, таких как бывший гитарист Shu-bi-dua Микель Хардингер, Петер Бусборг (Peter Busborg), Иван Педерсен (Ivan Pedersen) и многие другие.
В 2002 г. он исполнил датскую версию саундтрека к мультипликационному фильму Spirit: Hingsten fra Cimarron («Спирит: душа прерий»), оригинальная версия которого была написана Брайаном Адамсом и Хансом Циммером.
В 2003 г. Торуп пишет монографию о годах, проведённых в составе Shu-bi-dua,15 år med Shu-bi-dua («15 лет с Shu-bi-dua»), а в следующем году выходит его первый сольный альбом Free man.
В 2007 г. он выпускает свой второй сольный альбом  Kommer du med (на этот раз на датском языке). Осенью 2008 г. он гастролирует по городам Соединённых Штатов Америки и одновременно пишет песни для своего третьего сольного альбома.
В 2009 году официально оформился, но уже в составе группы, дуэт Hardinger-Thorup, существовавший в конце 80-х гг.; однако в то время какое-либо конкретное название отсутствовало. Теперь в группу, помимо самих Микеля и Йоргена, вошли гитарист Би-Джо Йохансен, бывший ударник Shu-bi-dua Боссе Халл Кристенсен (Bosse Hall Christensen) и Каспер Даугоорд (Kasper Daugaard), сын бас-гитариста Shu-bi-dua Кима Даугоорда.
В мае 2011 Йорген выпускает 2 новые композиции в преддверии выхода альбома "Good company for the dog",официальный релиз которого состоялся 5 сентября 2011 года.
В преддверии футбольного турнира ЕВРО2012 Йорген совместно с певицей Розе Скотте записывает песню "Når Danmark trykker af".
Помимо этого, Йорген является владельцем студии звукозаписи TuneLab, расположенной в Копенгагене.

## Сольная карьера
Альбомы
- «Free man» (2004);
- «Kommer du med» (2007);
- "Good company for the dog" (2011).

Синглы, не входящие в альбомы
- «Den danske sang» (2004);
- «Vi elsker jer kvinder» (2006) (дуэт с Сёреном Себбером Ларсеном);
- "Uden dig" (2010).

Неизданные композиции:
- «Set me free»
- «Сonquer my heart» (версия 1993 г.)
- "Vi skal være sammen" (2011 г.)

Саундтреки:
- «We will love you» (из фильма «Секты», 1997)
- «Spirit: Hingsten fra Cimarron» (перевод написан в сотрудничестве с Иваном Педерсеном, 2002)
- «Leaving it all for now» (написана вместе с Петером Бусборгом для фильма "Noget i luften", 2011 г.).

## Совместно с Микелем Хардингером
Альбомы:
- «Kuntoman» (1988)
- «Vi ku' ik’ la' vær» (1988)

Другие синглы и записи:
- «Jul på spanden/ Christmas time» (1991),
- «Vi er Brøndby» (2005),
- «Danmark er bedst» (2004).

В качестве группы Хардингер — Торуп:
- «Snapshot af Danmark»(2008),
- «Walkmand09» (Вариация песни Микеля Хардингера Walk, mand!!, 2009),
- «Feber»
- «Mustang Convertible»
- « ZAPP ZAPP»